# 梅萨日圣母村
梅萨日圣母村（法語：Notre-Dame-de-Mésage，法語發音：[nɔtʁ dam də mezaʒ]）是法国伊泽尔省的一个市镇，位于该省中南部，省会格勒诺布尔市区以南，属于格勒诺布尔区。

## 地理
梅萨日圣母村（45°4'13"N, 5°45'28"E）面积4.53 平方千米，位于法国奥弗涅-罗讷-阿尔卑斯大区伊泽尔省，该省份为法国东南部内陆省份，北起顺时针与安省、萨瓦省、上阿尔卑斯省、德龙省、阿尔代什省、卢瓦尔省和罗讷省。
与梅萨日圣母村接壤的市镇（或旧市镇、城区）包括：圣皮埃尔德梅萨日、维济勒、德拉克河畔尚、蒙沙布。

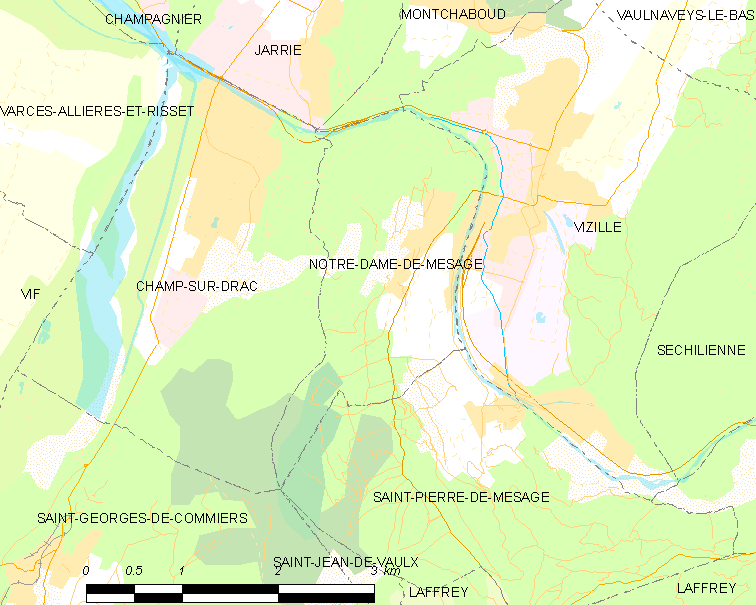
梅萨日圣母村的OSM定位图

梅萨日圣母村的时区为UTC+01:00、UTC+02:00（夏令时）。

## 行政
梅萨日圣母村的邮政编码为38220，INSEE市镇编码为38279。

## 政治
梅萨日圣母村所属的省级选区为瓦桑-罗曼什县。

## 人口

1962-2008年间梅萨日圣母村人口变化图示

梅萨日圣母村于2022年1月1日时的人口数量为1117人。